# 里弗維尤 (加利福尼亞州優洛縣)
里弗維尤（英語：Riverview）是位於美國加利福尼亞州優洛縣的一個非建制地區。該地的面積和人口皆未知。

## 地理
里弗維尤的座標為38°30′13″N 121°33′36″W / 38.50361°N 121.56000°W，而該地的平均海拔高度為5米（即16英尺）。